# مركز موارد النساء ذوات البشرة الملونة (WCRC)
أُسِّس هذا المركز عام (1990) من قبل ليندا برنهام، كارولين غيلاريتس، جنغ هي شوا، أنجيلا دفيس، ديريثيا ديو فال، كريس ليمبرتوس، جينفييف نيغرون ــ غونزاليس، مارغو أوكازاوا ــ ري وكيندي ويزنر. عملت برنهام كمديرة تنفيذية لمدة 18 عام.  يتضمن المركز خمسة أهداف هي : حقوق النساء، التعليم العام، الرفاه، السلام، العدالة وأخوات النار.

## مهمة مركز موارد النساء ذوات البشرة الملونة
يقع المقر الرئيسي لهذا المركز المؤسس عام (1990) في منطقة خليج سان فرانسيسكو، يقوم بالترويج للرفاهية السياسية، الاقتصادية، الاجتماعية والثقافية للنساء والفتيات ذوات البشرة الملونة في الولايات المتحدة.
يلتزم (WCRC) بتنظيم وتعليم النساء ذوات البشرة الملونة عبر خطوط العرق، الاثنية، الدين، الجنسية، الطبقة، التوجه الجنسية، القدرة البدنية والعمر من خلال ما أطُلِع به من منظور العدالة الاجتماعية التي تأخذ بالحسبان مكانة المرأة عالمياً. لا يركز هذا المركز على نشاطات محددة فقط بل على مجموعة من المشاكل التي عادةً ما توثر على الأقليات وكذلك الرفاه العام.